# Scelophysa ulrichi
Scelophysa ulrichi är en skalbaggsart som beskrevs av Dombrow 1999. Scelophysa ulrichi ingår i släktet Scelophysa och familjen Melolonthidae. Inga underarter finns listade i Catalogue of Life.